# Jüdingsau
Die Jüdingsau ist ein rund zwei Kilometer langes Tal im Rosaliengebirge im Burgenland (Österreich). Sie wird vom Jüdingsaubach durchflossen.
Der Jüdingsaubach entspringt an der Nordostflanke des Greimkogels nahe der Grenze zu Niederösterreich im Gemeindegebiet von Mattersburg knapp oberhalb von 600 m ü. A. Von dort fließt er in West-Ost-Richtung  in das Gemeindegebiet von Marz. Die Jüdingsau wird im Norden durch die sogenannte Sommergstetten und im Süden durch die sogenannte Wintergstetten begrenzt. Sie wird von der Burgenland Schnellstraße überquert. Östlich davon mündet sie in das Tal des Marzer Bachs. Die Jüdingsau ist vollständig bewaldet. Im Norden liegt der sagenumwobene Bergrücken Der Narr.
Koordinaten: 47° 41′ 6″ N, 16° 22′ 54″ O